# РК Гумерсбах
РК Гумерсбах је немачки рукометни клуб из Гумерсбаха. Клуб је део истоименог спортског друштва које је основано 1861, док је рукометна секција формирана 1923. Тренутно се такмичи у Бундеслиги Немачке.
Гумерсбах је један од најуспешнијих европских рукометних клубова са 12 титула националног првака, 5 трофеја купа Немачке, 5 титула првака Европе, 4 трофеја купа победника купова, 2 трофеја ЕХФ купа и 2 трофеја суперкупа Европе. По броју међународних трофеја Гумерсбах је други најтрофејнији немачки клуб (иза Магдебурга) док га је по броју домаћих трофеја одавно престигао Кил.

## Успеси
- Бундеслига Немачке 
  - Првак (12) : 1965/66, 1966/67, 1968/69, 1972/73, 1973/74, 1974/75, 1975/76, 1981/82, 1982/83, 1984/85, 1987/88, 1990/91.
  - Вицепрвак (6) : 1967/68, 1969/70, 1971/72, 1977/78, 1979/80, 1980/81.
- Друга Бундеслига Немачке
  - Првак (1) : 2021/22.
- Куп Немачке
  - Освајач (5) : 1976/77, 1977/78, 1981/82, 1982/83, 1984/85.
  - Финалиста (3) : 1985/86, 1988/89, 2008/09.
- Куп европских шампиона
  - Победник (5–најуспешнији немачки клуб) : 1966/67, 1969/70, 1970/71, 1973/74, 1982/83.
  - Финалиста (1) : 1971/72.
- Куп победника купова
  - Победник (4–најуспешнији немачки клуб) : 1977/78, 1978/79, 2009/10, 2010/11.
  - Финалиста (2) : 1979/80, 2011/12.
- ЕХФ куп
  - Победник (2) : 1981/82, 2008/09.
- Суперкуп Европе
  - Победник (2) : 1979, 1983.
  - Финалиста (1) : 2006.